# NiSource
NiSource ist ein Energieunternehmen aus den Vereinigten Staaten mit Firmensitz in Merrillville, Indiana. Das Unternehmen ist im Aktienindex S&P 500 und im Dow Jones Utility Average gelistet und wurde 1912 gegründet.
Im Unternehmen sind rund 9.000 Mitarbeiter beschäftigt (Stand: 2014). Zu NiSource gehören die Unternehmen:
- Columbia Gas (Ohio, Kentucky, Pennsylvania, Maryland, Virginia)
- NIPSCO, „Northern Indiana Public Service Company“ (Indiana)
- Bay State Gas (Massachusetts)
- Columbia Gas Transmission

Zum 1. Juli 2015 wurde die Columbia Pipeline Group (CPG) ausgegründet.